# Carrick, Cornwall
Carrick (Limba cornică: Karrek) este un district nemetropolitan în Regatul Unit, în comitatul Cornwall din regiunea South West, Anglia. 

## Orașe din cadrul districtului
- Falmouth
- Penryn
- Truro